# Нова Фрибурго
Нова-Фрибурго (на португалски: Nova Friburgo) е град — община в Югоизточна Бразилия, щат Рио де Жанейро. Влиза в икономико-статистическия микрорегион Нова Фрибурго. През 2006 г. населението наброява 178 102 души. Заема площ от 932,635 км². Плътността на населението е 191 души на км².

## История
Градът е основан на 16 май 1818 година.

## Статистика
- Брутен вътрешен продукт за 2004 г. е 1.434.223.089,00 реала (данни: Бразилски институт по география и статистика).
- Брутен вътрешен продукт на човек от населението за 2004 г. е 8.118,21 реала (данни: Бразилски институт по география и статистика]).
- Индекс на човешко развитие за 2000 г. е 0,818 (данни: Програма за развитие на ООН).

## География
Климатът е планинско-тропичен. Според Климатичната класификация на Кьопен, климатът се отнася към категория Cwb.